# Primera División de Venezuela 1975
La temporada 1975 de Primera División fue la décima novena edición de la máxima categoría del Fútbol Profesional Venezolano

## Equipos participantes
Fue jugada por ocho equipos: los 6 de la temporada de la anterior más el Deportivo San Cristóbal y la Universidad de Oriente
| Club                      | Estado           |
| ------------------------- | ---------------- |
| Deportivo Galicia         | Distrito Federal |
| Deportivo Italia          | Distrito Federal |
| Deportivo Portugués       | Distrito Federal |
| Deportivo San Cristóbal   | Táchira          |
| Estudiantes de Mérida     | Mérida           |
| Portuguesa F.C.           | Portuguesa       |
| Universitarios de Oriente | Anzoátegui       |
| Valencia F.C.             | Carabobo         |

## Historia
El Portuguesa Fútbol Club conquistó su segunda corona, bajo la dirección del exfutbolista yugoslavo, Vladimir Popović. El Estudiantes de Mérida fue segundo, seguido por el Deportivo Galicia FC.   
El torneo se dividió en dos (2) etapas. La Primera Fase fue de cuatro (4) rondas. Los primeros cuatro (4) equipos de la etapa clasificaron a la Ronda Final, en una única ronda llamada "Cuadrangular final".
El máximo goleador fue el paraguayano Pedro Pascual Peralta del Portuguesa FC, con 20 goles.
Portuguesa FC

Campeón
2.º título

## Temporada regular

### Clasificación
|    | Equipo                    | PTS | PJ | PG | PE | PP | GF | GC | DG  |
| -- | ------------------------- | --- | -- | -- | -- | -- | -- | -- | --- |
| 1. | Deportivo Galicia         | 36  | 28 | 13 | 10 | 5  | 39 | 29 | 10  |
| 2. | Portuguesa F.C.           | 33  | 27 | 13 | 7  | 7  | 38 | 22 | 16  |
| 3. | Estudiantes de Mérida     | 33  | 28 | 13 | 7  | 8  | 39 | 24 | 15  |
| 4. | Deportivo Portugués       | 28  | 28 | 10 | 8  | 10 | 39 | 37 | 2   |
| 5. | Valencia F.C.             | 27  | 28 | 8  | 11 | 9  | 26 | 27 | -1  |
| 6. | Universitarios de Oriente | 25  | 27 | 8  | 9  | 10 | 26 | 38 | -12 |
| 7. | Deportivo Italia          | 23  | 28 | 5  | 13 | 10 | 35 | 41 | -6  |
| 8. | Deportivo San Cristóbal   | 17  | 28 | 6  | 5  | 17 | 23 | 46 | -23 |

|  | Clasificados a la Fase final |

## Fase final

### Clasificación
|    | Equipo                | PTS | PJ | PG | PE | PP | GF | GC | DG |
| -- | --------------------- | --- | -- | -- | -- | -- | -- | -- | -- |
| 1. | Portuguesa F.C.       | 9   | 6  | 4  | 1  | 1  | 13 | 4  | 9  |
| 2. | Estudiantes de Mérida | 6   | 6  | 2  | 2  | 2  | 7  | 6  | 1  |
| 3. | Deportivo Galicia     | 6   | 6  | 3  | 0  | 3  | 4  | 7  | -3 |
| 4. | Deportivo Portugués   | 3   | 6  | 1  | 1  | 4  | 3  | 11 | -8 |

|  | Campeón, clasificado para la Copa Libertadores 1976.    |
|  | Subcampeón, clasificado para la Copa Libertadores 1976. |

### Final
Al final el Estudiantes de Mérida y el Deportivo Galicia  quedaron empatados a puntos por lo que jugaron un partido extra para definir el segundo lugar
| 11 de enero de 1976, 16:00 | Deportivo Galicia | 2:0 | Estudiantes de Mérida | Farid Richa, Barquisimeto |  |